# شفيرين

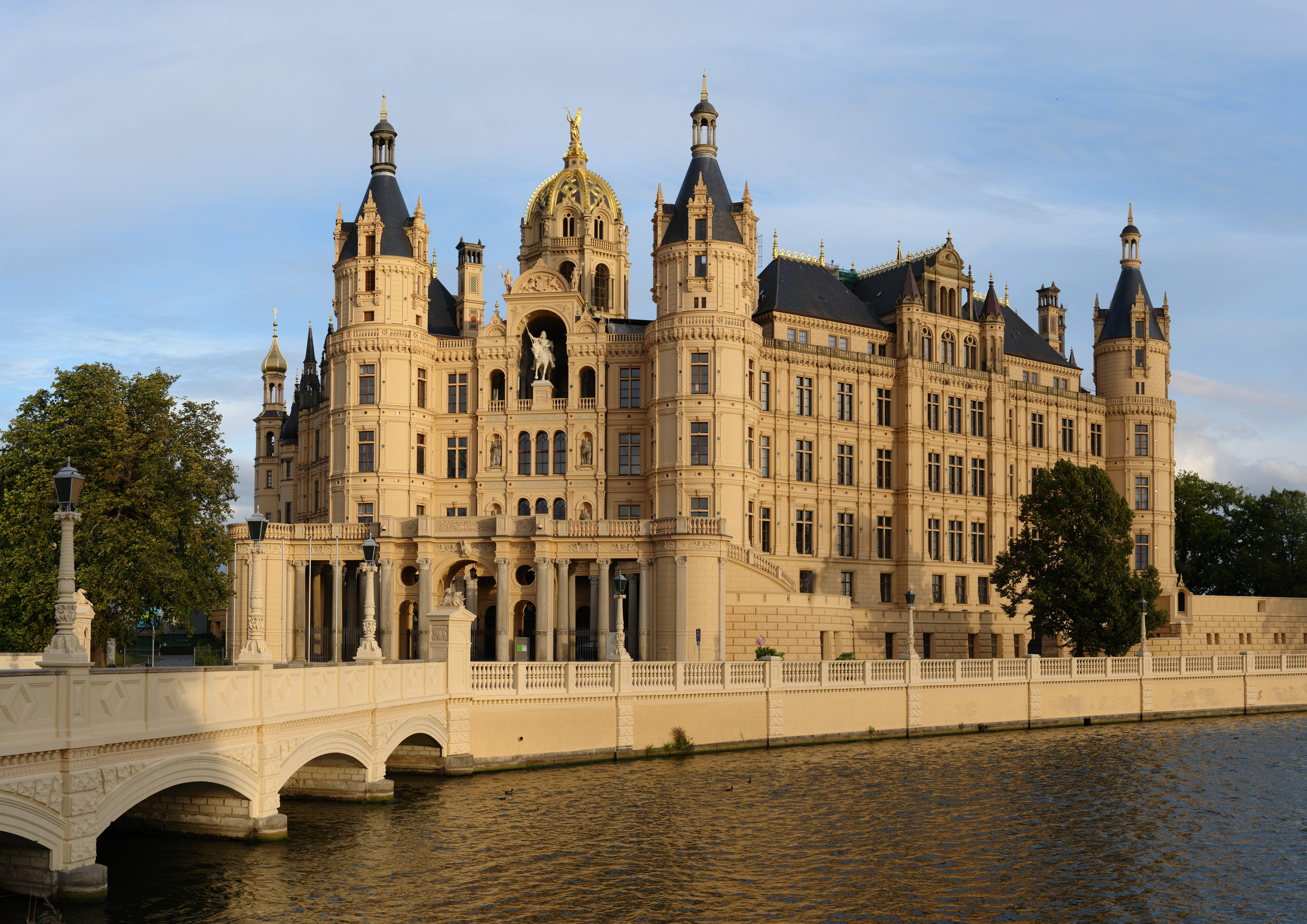
قلعة شفيرين، مقر برلمان الولاية

شفيرين (بالألمانية: Schwerin) (تُلفظ بالألمانية: [ʃveˈʁi:n]) هي مدينة في شمال ألمانيا وعاصمة ولاية ميكلينبورغ-فوربومرن بلغ عدد سكانها 95,300 نسمة حسب إحصاء عام 2011.

## توأمة
لشفيرين اتفاقيات توأمة مع كل من:
- تالين (1993 - )
- فوبرتال (1987 - )
- فآسا (1965 - )
- ريدجو إميليا (1966 - )
- أودنسه (1995 - )
- Piła [الإنجليزية]‏ منذ (1996 - )
- ميلواكي (1997 - )
- Växjö Municipality [الإنجليزية]‏ منذ (1997 - )
- Nicosia Municipality [الإنجليزية]‏ منذ (1974 - )[13]

## أعلام
- يوهان ويلهلم هيرتل
- أوليفر ريدل
- كارل جورج كريستيان شوماخر
- يوليوس شتاينر
- ألكسندرين من مكلنبورغ-شفيرين